# ヘンリー・アーネスト・ミューレンバーグ

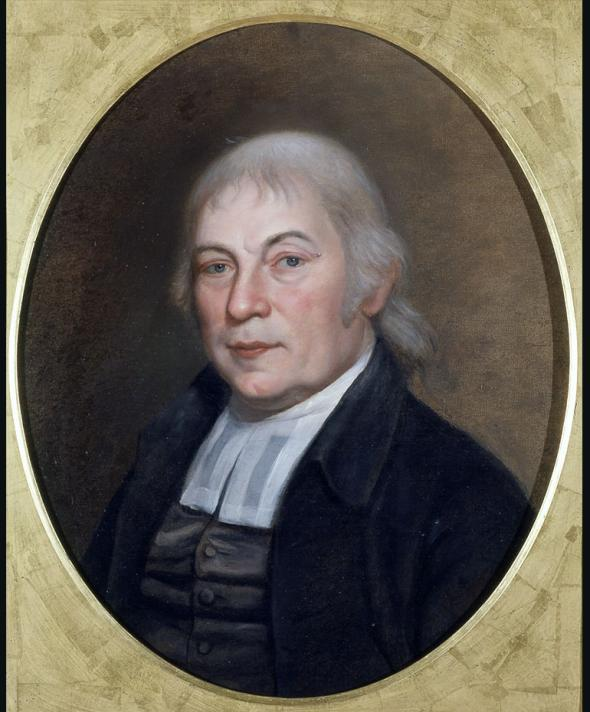
Gotthilf Heinrich Ernst Muhlenberg
（画）Charles Willson Peale、 1810

ゴットヒルフ・ハインリヒ・エルンスト・ミューレンベルクまたはヘンリー・アーネスト・ミューレンバーグ（Gotthilf Heinrich Ernst Mühlenberg、Henry Muhlenberg、Henry Ernest Muhlenbergとも、1753年11月17日 - 1815年5月23日）は、アメリカ合衆国のルーテル教会の聖職者、植物学者である。

## 略歴
ペンシルベニア植民地トラップ（ペンシルベニア・ダッチ）に生まれた。父親はドイツ系の出身で、宣教のためにアメリカ合衆国に赴任した ハインリッヒ・メルヒオール・ミューレンベルク（Heinrich Melchior Muhlenberg、この人物もヘンリー・ミューレンバークと呼ばれた）である。ドイツのハレのフランケ学院（Franckesche Stiftungen）で学んだ後、1763年から1769年までハレ大学で学び、1770年にアメリカ合衆国に戻り、叙階されペンシルベニアやニュージャージーで牧師として働いた。プリンストン大学から名誉神学博士（Doctor of Divinity）の学位を受けた。
1780年から1815年までニュージャージー州、ランカスターのホーリー・トリニティ・ルーテル派教会 (Holy Trinity Lutheran Church)で牧師として働き、1787年からフランクリン・カレッジ（現、Franklin & Marshall College）の初代校長を務めた。公職を引退した後、植物学の研究に専念し、ペンシルベニアの植物を研究し、''Catalogus Plantarum Americae Septentrionalis" (1813) や "Descriptio Uberior Graminum et Plantarum Calamariarum Americae Septentrionalis Indiginarum et Cicurum" (1817)などの著書を執筆した。イネ科の属名、Muhlenbergiaに献名されている。
動物学の分野でもランカスターの植物調査中に新種のカメ（Clemmys muhlenbergii）を発見し 、1801年に学名にミューレンベルグの名前がつけられた。英名では"Muhlenberg's tortoise"と呼ばれたが、後に生物名に人物名を入れることが好まれなくなったので、"bog turtle"と呼ばれるようになった。
ミューレンバーグ大学の創立者、フレデリック・ミューレンバーグ（Frederick Augustus Muhlenberg）は、ヘンリーの兄の孫である。